# Javier Villa
Javier Villa García (Colunga, 5 ottobre 1987) è un pilota automobilistico spagnolo.

## Carriera

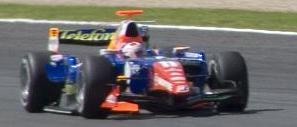
Villa alla guida di una vettura del team Racing Engineering sul Magny-Cours nel 2008.

Dopo aver iniziato la sua carriera nel karting, nel 2004 Villa debuttò nel campionato di F3 spagnolo. Chiusa questa prima stagione in nona posizione, l'anno successivo il pilota spagnolo rimase nella stessa serie, passando al team Racing Engineering e conquistando il quarto posto in classifica.
Nel 2006 Villa debuttò in GP2, sempre nelle file del Racing Engineering; fu una stagione molto difficile, chiusa addirittura senza punti. Nonostante gli scarsi risultati, il pilota spagnolo fu confermato dalla sua squadra e nel 2007 le sue prestazioni migliorarono nettamente: Villa conquistò la prima vittoria in GP2 nella gara sprint a Magny-Cours, dopo essere partito in seconda posizione grazie al settimo posto ottenuto nella gara principale. Vinse poi altre due gare sprint, al Nürburgring e allo Hungaroring, entrambe le volte dopo essere partito dalla pole position. Questi risultati lo portarono al quinto posto nella classifica finale, con 42 punti.
Nel 2008 Villa rimase per il terzo anno consecutivo in GP2, sempre alla guida di una vettura del Racing Engineering. La stagione fu però molto deludente: lo spagnolo non riuscì infatti a ripetere i risultati dell'anno precedente, chiudendo il campionato in diciassettesima posizione, mentre il suo compagno di squadra Giorgio Pantano vinse il titolo. Villa fu poi ingaggiato dalla Super Nova per disputare il campionato 2008-09 di GP2 Asia Series, ottenendo come miglior risultato un terzo posto; nel 2009 disputò il suo quarto campionato di GP2, conquistando la decima posizione in classifica, con 27 punti.

## Risultati

### Formula 3
| Stagione | Serie       | Squadra            | Gare | Pole position | Vittorie | Podi | Pos |
| 2004     | F3 spagnola | Elide Racing       | 14   | 0             | 1        | 1    | 9º  |
| 2005     | F3 spagnola | Racing Engineering | 14   | 2             | 2        | 6    | 4º  |

### Risultati completi in GP2
(legenda) (Le gare in grassetto indicano la pole position; le gare in corsivo il giro più veloce in gara.)
| Stagione | Scuderia           | 1           | 2           | 3          | 4          | 5           | 6          | 7           | 8          | 9           | 10          | 11         | 12         | 13         | 14         | 15          | 16          | 17          | 18         | 19          | 20         | 21          | P.C. | Punti |
| -------- | ------------------ | ----------- | ----------- | ---------- | ---------- | ----------- | ---------- | ----------- | ---------- | ----------- | ----------- | ---------- | ---------- | ---------- | ---------- | ----------- | ----------- | ----------- | ---------- | ----------- | ---------- | ----------- | ---- | ----- |
| 2006     | Racing Engineering | VAL FEA 18  | VAL SPR 9   | SMR FEA 13 | SMR SPR 18 | EUR FEA 9   | EUR SPR 20 | ESP FEA 14  | ESP SPR 15 | MON FEA Rit | GBR FEA 14  | GBR SPR 13 | FRA FEA 17 | FRA SPR 16 | GER FEA 11 | GER SPR 13  | HUN FEA Rit | HUN SPR 15  | TUR FEA 15 | TUR SPR 16  | ITA FEA 9  | ITA SPR Rit | 26º  | 0     |
| 2007     | Racing Engineering | BHR FEA Rit | BHR SPR 10  | ESP FEA 8  | ESP SPR 2  | MON FEA Rit | FRA FEA 7  | FRA SPR 1   | GBR FEA 13 | GBR SPR Rit | EUR FEA 8   | EUR SPR 1  | HUN FEA 8  | HUN SPR 1  | TUR FEA 12 | TUR SPR Rit | ITA FEA 6   | ITA SPR Rit | BEL FEA 4  | BEL SPR 15  | VAL FEA 8  | VAL SPR 2   | 5º   | 42    |
| 2008     | Racing Engineering | ESP FEA 14  | ESP SPR 6   | TUR FEA 7  | TUR SPR 15 | MON FEA 14  | MON SPR 13 | FRA FEA 14  | FRA SPR 10 | GBR FEA 13  | GBR SPR Rit | GER FEA 10 | GER SPR 5  | HUN FEA 13 | HUN SPR 6  | EUR FEA Rit | EUR SPR 5   | BEL FEA 17  | BEL SPR 8  | ITA FEA Rit | ITA SPR EX |             | 17º  | 8     |
| 2009     | Super Nova Racing  | ESP FEA 10  | ESP SPR Rit | MON FEA 10 | MON SPR 8  | TUR FEA 7   | TUR SPR 2  | GBR FEA Rit | GBR SPR 15 | GER FEA 5   | GER SPR 6   | HUN FEA 3  | HUN SPR 5  | VAL FEA 18 | VAL SPR 9  | BEL FEA 13  | BEL SPR 10  | ITA FEA 7   | ITA SPR 10 | ALG FEA 13  | ALG SPR 2  |             | 10º  | 27    |

#### Risultati completi in GP2 Asia Series
(legenda) (Le gare in grassetto indicano la pole position; le gare in corsivo il giro più veloce in gara.)
| Stagione | Scuderia          | 1         | 2         | 3         | 4         | 5         | 6         | 7          | 8          | 9          | 10         | 11         | 12         | C.P. | Punti |
| -------- | ----------------- | --------- | --------- | --------- | --------- | --------- | --------- | ---------- | ---------- | ---------- | ---------- | ---------- | ---------- | ---- | ----- |
| 2008-09  | Super Nova Racing | CHN FEA 4 | CHN SPR 3 | UAE FEA 9 | UAE SPR C | BHR FEA 9 | BHR SPR 5 | QAT FEA 13 | QAT SPR 10 | MAL FEA 19 | MAL SPR 18 | BHR FEA 15 | BHR SPR 12 | 10º  | 12    |